# Clasificación de UEFA para la Copa Mundial de Fútbol de 1986
Para la fase de clasificación europea para la Copa Mundial de Fútbol de 1986 la UEFA dispuso de 14 plazas disputadas de las 24 totales del Mundial. Italia, como campeón del anterior mundial, se clasificó directamente; dejando 12,5 plazas (12 plazas directas y otra que se jugó en una repesca intercontinental contra el ganador de la OFC) a la que optaban un total de 32 equipos.
Con los 32 equipos se formaron 7 grupos en los que se disputó una liguilla de ida y vuelta en cada grupo. Se formaron los grupos y se asignaron las plazas para el Mundial de la siguiente forma:
- En los grupos 2, 3, 4 y 6, con cinco equipos cada uno, se clasificaron los dos primeros de cada grupo.
- En los grupos 1, 5 y 7, con cuatro equipos cada uno, se clasificó el primero de grupo.
  - Los segundos de los grupos 1 y 5 pasaron a la repesca continental, cuyo vencedor se clasificó para el Mundial.
  - El segundo del grupo 7 pasó a la repesca intercontiental contra el representante de la OFC, cuyo vencedor se clasificó para el Mundial.

En negrita aparecen los equipos clasificados directamente para el Mundial; en cursiva, los que disputaron una repesca; y en negrita y cursiva, el que se clasificó a través de la repesca.

## Grupo 1
| Equipo  | Pts | PJ | PG | PE | PP | GF | GC | Dif |
| ------- | --- | -- | -- | -- | -- | -- | -- | --- |
| Polonia | 8   | 6  | 3  | 2  | 1  | 10 | 6  | 4   |
| Bélgica | 8   | 6  | 3  | 2  | 1  | 7  | 3  | 4   |
| Albania | 4   | 6  | 1  | 2  | 3  | 6  | 9  | -3  |
| Grecia  | 4   | 6  | 1  | 2  | 3  | 5  | 10 | -5  |

| Fecha                    | Lugar    |         |                    | Resultado |                    |         |
| ------------------------ | -------- | ------- | ------------------ | --------- | ------------------ | ------- |
| 17 de octubre de 1984    | Bruselas | Bélgica | Bandera de Bélgica | 3:1       | Bandera de Albania | Albania |
| 17 de octubre de 1984    | Zabrze   | Polonia | Bandera de Polonia | 3:1       | Bandera de Grecia  | Grecia  |
| 31 de octubre de 1984    | Mielec   | Polonia | Bandera de Polonia | 2:2       | Bandera de Albania | Albania |
| 19 de diciembre de 1984  | Atenas   | Grecia  | Bandera de Grecia  | 0:0       | Bandera de Bélgica | Bélgica |
| 22 de diciembre de 1984  | Tirana   | Albania | Bandera de Albania | 2:0       | Bandera de Bélgica | Bélgica |
| 27 de febrero de 1985    | Atenas   | Grecia  | Bandera de Grecia  | 2:0       | Bandera de Albania | Albania |
| 27 de marzo de 1985      | Bruselas | Bélgica | Bandera de Bélgica | 2:0       | Bandera de Grecia  | Grecia  |
| 1 de mayo de 1985        | Bruselas | Bélgica | Bandera de Bélgica | 2:0       | Bandera de Polonia | Polonia |
| 19 de mayo de 1985       | Atenas   | Grecia  | Bandera de Grecia  | 1:4       | Bandera de Polonia | Polonia |
| 30 de mayo de 1985       | Tirana   | Albania | Bandera de Albania | 0:1       | Bandera de Polonia | Polonia |
| 11 de septiembre de 1985 | Chorzów  | Polonia | Bandera de Polonia | 0:0       | Bandera de Bélgica | Bélgica |
| 30 de octubre de 1985    | Tirana   | Albania | Bandera de Albania | 1:1       | Bandera de Grecia  | Grecia  |

### Detalles de partidos
| 17 de octubre de 1984 | Bélgica                                                  | 3:1 (0:0) | Albania         | Estadio de Heysel, Bruselas, · Bélgica                               |                                                                      |
|                       | Nico Claesen 59' · Enzo Scifo 84' · Eddy Voordeckers 88' |           | 71' Bedri Omuri | Asistencia: 8.978 espectadores · Árbitro(s): Arto Ravander Finlandia | Asistencia: 8.978 espectadores · Árbitro(s): Arto Ravander Finlandia |

| 17 de octubre de 1984 | Polonia                                                 | 3:1 (0:1) | Grecia                | Estadio Ernest Pohl, Zabrze, · Polonia                           |                                                                  |
|                       | Włodzimierz Smolarek 62' · Dariusz Dziekanowski 65' 79' |           | 35' Tasos Mitropoulos | Asistencia: 15.000 espectadores · Árbitro(s): Sven Thime Noruega | Asistencia: 15.000 espectadores · Árbitro(s): Sven Thime Noruega |

| 31 de octubre de 1984 | Polonia                                       | 2:2 (1:0) | Albania                            | Estadio MOSiR de Mielec, Mielec, · Polonia                       |                                                                  |
|                       | Włodzimierz Smolarek 23' · Andrzej Pałasz 80' |           | 55' Bedri Omuri · 75' Agustin Kola | Asistencia: 24.500 espectadores · Árbitro(s): Bruno Galler Suiza | Asistencia: 24.500 espectadores · Árbitro(s): Bruno Galler Suiza |

| 19 de diciembre de 1984 | Grecia | 0:0 (0:0) | Bélgica | Olímpico Spyros Louis, Atenas, · Grecia                             |  |
|                         |        |           |         | Asistencia: 15.000 espectadores · Árbitro(s): Heinz Fahnler Austria |  |

| 22 de diciembre de 1984 | Albania                          | 2:0 (0:0) | Bélgica | Estadio Qemal Stafa, Tirana, Albania                                    |                                                                         |
|                         | Mirel Josa 69' · Arben Minga 86' |           |         | Asistencia: 30.802 espectadores · Árbitro(s): Victoriano Sanchez España | Asistencia: 30.802 espectadores · Árbitro(s): Victoriano Sanchez España |

| 27 de febrero de 1985 | Grecia                                      | 2:0 (2:0) | Albania | Olímpico Spyros Louis, Atenas, · Grecia                         |                                                                 |
|                       | Dimitris Saravakos 9' · Kostas Antoniou 37' |           |         | Asistencia: 20.000 espectadores · Árbitro(s): Ioan Igna Rumania | Asistencia: 20.000 espectadores · Árbitro(s): Ioan Igna Rumania |

| 27 de marzo de 1985 | Bélgica                                 | 2:0 (0:0) | Grecia | Estadio de Heysel, Bruselas, · Bélgica                               |                                                                      |
|                     | Franky Vercauteren 69' · Enzo Scifo 89' |           |        | Asistencia: 32.000 espectadores Árbitro(s): Keith Hackett Inglaterra | Asistencia: 32.000 espectadores Árbitro(s): Keith Hackett Inglaterra |

| 1 de mayo de 1985 | Bélgica                                        | 2:0 (1:0) | Polonia | Estadio de Heysel, Bruselas, · Bélgica                                        |                                                                               |
|                   | Erwin Vandenbergh 30' · Franky Vercauteren 53' |           |         | Asistencia: 48.310 espectadores Árbitro(s): Malcolm Moffatt Irlanda del Norte | Asistencia: 48.310 espectadores Árbitro(s): Malcolm Moffatt Irlanda del Norte |

| 19 de mayo de 1985 | Grecia                    | 1:4 (0:1) | Polonia                                                                                         | Olímpico Spyros Louis, Atenas, · Grecia                               |                                                                       |
|                    | Nikolaos Anastopoulos 47' |           | 25' Włodzimierz Smolarek · 58' Marek Ostrowski · 78' Zbigniew Boniek · 90' Dariusz Dziekanowski | Asistencia: 52.500 espectadores Árbitro(s): Zoran Petrovic Yugoslavia | Asistencia: 52.500 espectadores Árbitro(s): Zoran Petrovic Yugoslavia |

| 30 de mayo de 1985 | Albania | 0:1 (0:1) | Polonia             | Estadio Qemal Stafa, Tirana, Albania                              |                                                                   |
|                    |         |           | 24' Zbigniew Boniek | Asistencia: 25.000 espectadores Árbitro(s): Yordan Zezov Bulgaria | Asistencia: 25.000 espectadores Árbitro(s): Yordan Zezov Bulgaria |

| 11 de septiembre de 1985 | Polonia | 0:0 (0:0) | Bélgica | Estadio de Silesia, Chorzów, · Polonia                            |  |
|                          |         |           |         | Asistencia: 70.000 espectadores Árbitro(s): Bob Valentine Escocia |  |

| 30 de octubre de 1985 | Albania         | 1:1 (1:0) | Grecia                | Estadio Qemal Stafa, Tirana,                                        |                                                                     |
|                       | Bedri Omuri 24' |           | 54' Giorgos Skartados | Asistencia: 22.000 espectadores Árbitro(s): Raul Fernandes Portugal | Asistencia: 22.000 espectadores Árbitro(s): Raul Fernandes Portugal |

## Grupo 2
| Equipo           | Pts | PJ | PG | PE | PP | GF | GC | Dif |
| ---------------- | --- | -- | -- | -- | -- | -- | -- | --- |
| Alemania Federal | 12  | 8  | 5  | 2  | 1  | 22 | 9  | 13  |
| Portugal         | 10  | 8  | 5  | 0  | 3  | 12 | 10 | 2   |
| Suecia           | 9   | 8  | 4  | 1  | 3  | 14 | 9  | 5   |
| Checoslovaquia   | 8   | 8  | 3  | 2  | 3  | 11 | 12 | -1  |
| Malta            | 1   | 8  | 0  | 1  | 7  | 6  | 25 | -19 |

| Fecha                    | Lugar       |                  |                           | Resultado |                           |                  |
| ------------------------ | ----------- | ---------------- | ------------------------- | --------- | ------------------------- | ---------------- |
| 23 de mayo de 1984       | Norrköping  | Suecia           | Bandera de Suecia         | 4:0       | Bandera de Malta          | Malta            |
| 12 de septiembre de 1984 | Solna       | Suecia           | Bandera de Suecia         | 0:1       | Bandera de Portugal       | Portugal         |
| 14 de octubre de 1984    | Oporto      | Portugal         | Bandera de Portugal       | 2:1       | Bandera de Checoslovaquia | Checoslovaquia   |
| 17 de octubre de 1984    | Colonia     | Alemania Federal | Bandera de Alemania       | 2:0       | Bandera de Suecia         | Suecia           |
| 31 de octubre de 1984    | Praga       | Checoslovaquia   | Bandera de Checoslovaquia | 4:0       | Bandera de Malta          | Malta            |
| 14 de noviembre de 1984  | Lisboa      | Portugal         | Bandera de Portugal       | 1:3       | Bandera de Suecia         | Suecia           |
| 16 de diciembre de 1984  | Ta' Qali    | Malta            | Bandera de Malta          | 2:3       | Bandera de Alemania       | Alemania Federal |
| 10 de febrero de 1985    | Ta' Qali    | Malta            | Bandera de Malta          | 1:3       | Bandera de Portugal       | Portugal         |
| 24 de febrero de 1985    | Lisboa      | Portugal         | Bandera de Portugal       | 1:4       | Bandera de Alemania       | Alemania Federal |
| 27 de marzo de 1985      | Saarbrücken | Alemania Federal | Bandera de Alemania       | 6:0       | Bandera de Malta          | Malta            |
| 21 de abril de 1985      | Ta' Qali    | Malta            | Bandera de Malta          | 0:0       | Bandera de Checoslovaquia | Checoslovaquia   |
| 30 de abril de 1985      | Praga       | Checoslovaquia   | Bandera de Checoslovaquia | 1:5       | Bandera de Alemania       | Alemania Federal |
| 5 de junio de 1985       | Solna       | Suecia           | Bandera de Suecia         | 2:0       | Bandera de Checoslovaquia | Checoslovaquia   |
| 25 de septiembre de 1985 | Solna       | Suecia           | Bandera de Suecia         | 2:2       | Bandera de Alemania       | Alemania Federal |
| 25 de septiembre de 1985 | Praga       | Checoslovaquia   | Bandera de Checoslovaquia | 1:0       | Bandera de Portugal       | Portugal         |
| 12 de octubre de 1985    | Lisboa      | Portugal         | Bandera de Portugal       | 3:2       | Bandera de Malta          | Malta            |
| 16 de octubre de 1985    | Praga       | Checoslovaquia   | Bandera de Checoslovaquia | 2:1       | Bandera de Suecia         | Suecia           |
| 16 de octubre de 1985    | Stuttgart   | Alemania Federal | Bandera de Alemania       | 0:1       | Bandera de Portugal       | Portugal         |
| 17 de noviembre de 1985  | Múnich      | Alemania Federal | Bandera de Alemania       | 2:2       | Bandera de Checoslovaquia | Checoslovaquia   |
| 17 de noviembre de 1985  | Ta' Qali    | Malta            | Bandera de Malta          | 1:2       | Bandera de Suecia         | Suecia           |

### Detalles de partidos
| 23 de mayo de 1984 | Suecia                                                                 | 4:0 (2:0) | Malta | Estadio Idrottsparken, Norrköping, · Suecia                    |                                                                |
|                    | Thomas Sunesson 4' 75' · Dan Corneliusson 37' · Ingemar Erlandsson 70' |           |       | Asistencia: 18.819 espectadores Árbitro(s): David Syme Escocia | Asistencia: 18.819 espectadores Árbitro(s): David Syme Escocia |

| 12 de septiembre de 1984 | Suecia | 0:1 (0:0) | Portugal           | Estadio Råsunda, Estocolmo, · Suecia                             |                                                                  |
|                          |        |           | 78' Fernando Gomes | Asistencia: 30.136 espectadores Árbitro(s): Joël Quiniou Francia | Asistencia: 30.136 espectadores Árbitro(s): Joël Quiniou Francia |

| 14 de octubre de 1984 | Portugal                                   | 2:1 (1:1) | Checoslovaquia   | Estádio das Antas, Oporto, Portugal                                    |                                                                        |
|                       | Diamantino Miranda 14' · Carlos Manuel 50' |           | 39' Petr Janečka | Asistencia: 32.500 espectadores Árbitro(s): George Courtney Inglaterra | Asistencia: 32.500 espectadores Árbitro(s): George Courtney Inglaterra |

| 17 de octubre de 1984 | Alemania Federal                         | 2:0 (0:0) | Suecia | Estadio Müngersdorf, Colonia, Alemania Federal                    |                                                                   |
|                       | Uwe Rahn 75' · Karl-Heinz Rummenigge 88' |           |        | Asistencia: 61.200 espectadores Árbitro(s): Bob Valentine Escocia | Asistencia: 61.200 espectadores Árbitro(s): Bob Valentine Escocia |

| 31 de octubre de 1984 | Checoslovaquia                                           | 4:0 (2:0) | Malta | Estadio Strahov, Praga, Checoslovaquia                                   |                                                                          |
|                       | Petr Janečka 4' 71' · Karel Jarolím 35' · Jan Berger 77' |           |       | Asistencia: 3.450 espectadores Árbitro(s): Gudmundur Haraldsson Islandia | Asistencia: 3.450 espectadores Árbitro(s): Gudmundur Haraldsson Islandia |

| 14 de noviembre de 1984 | Portugal       | 1:3 (1:3) | Suecia                                      | Estadio José Alvalade, Lisboa Portugal                                |                                                                       |
|                         | Rui Jordão 11' |           | 29' 35' Robert Prytz · 38' Torbjörn Nilsson | Asistencia: 21.089 espectadores · Árbitro(s): Roger Schoeters Bélgica | Asistencia: 21.089 espectadores · Árbitro(s): Roger Schoeters Bélgica |

| 16 de diciembre de 1984 | Malta                                    | 2:3 (1:1) | Alemania Federal                             | Estadio Nacional Ta' Qali, Ta' Qali, Malta                            |                                                                       |
|                         | Carmel Busuttil 10' · Raymond Xuereb 84' |           | 43' Karlheinz Förster · 68' 83' Klaus Allofs | Asistencia: 35.102 espectadores Árbitro(s): Zoran Petrovic Yugoslavia | Asistencia: 35.102 espectadores Árbitro(s): Zoran Petrovic Yugoslavia |

| 10 de febrero de 1985 | Malta                | 1:3 (0:2) | Portugal                                  | Estadio Nacional Ta' Qali, Ta' Qali, Malta                        |                                                                   |
|                       | Leonard Farrugia 59' |           | 6' Carlos Manuel · 13' 74' Fernando Gomes | Asistencia: 22.610 espectadores · Árbitro(s): Miklos Nagy Hungría | Asistencia: 22.610 espectadores · Árbitro(s): Miklos Nagy Hungría |

| 24 de febrero de 1985 | Portugal               | 1:2 (0:2) | Alemania Federal                        | Nacional do Jamor, Lisboa, Portugal                                |                                                                    |
|                       | Diamantino Miranda 57' |           | 28' Pierre Littbarski · 37' Rudi Völler | Asistencia: 60.000 espectadores · Árbitro(s): Paolo Casarin Italia | Asistencia: 60.000 espectadores · Árbitro(s): Paolo Casarin Italia |

| 27 de marzo de 1985 | Alemania Federal                                                                            | 6:0 (5:0) | Malta | Ludwigsparkstadion, Saarbrücken, Alemania Federal               |                                                                 |
|                     | Uwe Rahn 10' 17' · Felix Magath 13' · Pierre Littbarski 18' · Karl-Heinz Rummenigge 43' 67' |           |       | Asistencia: 37.600 espectadores Árbitro(s): Talat Tokat Turquía | Asistencia: 37.600 espectadores Árbitro(s): Talat Tokat Turquía |

| 21 de abril de 1985 | Malta | 0:0 (0:0) | Checoslovaquia | Estadio Nacional Ta' Qali, Ta' Qali, Malta                                     |  |
|                     |       |           |                | Asistencia: 7.320 espectadores · Árbitro(s): Sanchez Arminio Victoriano España |  |

| 30 de abril de 1985 | Checoslovaquia      | 1:5 (0:4) | Alemania Federal                                                                                          | Estadio Strahov, Praga, Checoslovaquia                           |                                                                  |
|                     | Stanislav Griga 87' |           | 8' Thomas Berthold · 22' Pierre Littbarski · 36' Lothar Matthäus · 43' Matthias Herget · 83' Klaus Allofs | Asistencia: 35.000 espectadores Árbitro(s): Joël Quiniou Francia | Asistencia: 35.000 espectadores Árbitro(s): Joël Quiniou Francia |

| 5 de junio de 1985 | Suecia                              | 2:0 (0:0) | Checoslovaquia | Estadio Råsunda, Estocolmo, · Suecia                               |                                                                    |
|                    | Robert Prytz 77' · Lars Larsson 85' |           |                | Asistencia: 33.981 espectadores Árbitro(s): Edward Farrell Irlanda | Asistencia: 33.981 espectadores Árbitro(s): Edward Farrell Irlanda |

| 25 de septiembre de 1985 | Suecia                                    | 2:2 (0:2) | Alemania Federal                      | Estadio Råsunda, Estocolmo, · Suecia                                        |                                                                             |
|                          | Dan Corneliusson 63' · Mats Magnusson 90' |           | 23' Rudi Völler · 40' Matthias Herget | Asistencia: 39.157 espectadores · Árbitro(s): Marcel van Langenhove Bélgica | Asistencia: 39.157 espectadores · Árbitro(s): Marcel van Langenhove Bélgica |

| 25 de septiembre de 1985 | Checoslovaquia      | 1:0 (1:0) | Portugal | Estadio Strahov, Praga, Checoslovaquia                                  |                                                                         |
|                          | Vladimír Hruška 21' |           |          | Asistencia: 9.000 espectadores Árbitro(s): Damir Matovinović Yugoslavia | Asistencia: 9.000 espectadores Árbitro(s): Damir Matovinović Yugoslavia |

| 12 de octubre de 1985 | Portugal                                 | 3:2 (1:0) | Malta                                      | Estádio da Luz, Lisboa, Portugal                                          |                                                                           |
|                       | Fernando Gomes 37' 79' · José Rafael 50' |           | 46' Frederico Rosa · 78' Michael Degiorgio | Asistencia: 15.000 espectadores Árbitro(s): Alan Snoddy Irlanda del Norte | Asistencia: 15.000 espectadores Árbitro(s): Alan Snoddy Irlanda del Norte |

| 16 de octubre de 1985 | Checoslovaquia                           | 2:1 (1:1) | Suecia              | Estadio Strahov, Praga, Checoslovaquia                            |                                                                   |
|                       | Andreas Ravelli 41' · Ladislav Vízek 69' |           | 6' Dan Corneliusson | Asistencia: 7.000 espectadores · Árbitro(s): Georges Sandoz Suiza | Asistencia: 7.000 espectadores · Árbitro(s): Georges Sandoz Suiza |

| 16 de octubre de 1985 | Alemania Federal | 0:1 (0:0) | Portugal          | Neckarstadion, Stuttgart, Alemania Federal                           |                                                                      |
|                       |                  |           | 55' Carlos Manuel | Asistencia: 55.000 espectadores Árbitro(s): Keith Hackett Inglaterra | Asistencia: 55.000 espectadores Árbitro(s): Keith Hackett Inglaterra |

| 17 de noviembre de 1985 | Alemania Federal                              | 2:2 (1:0) | Checoslovaquia                        | Estadio Olímpico de Múnich, Múnich, Alemania Federal                   |                                                                        |
|                         | Andreas Brehme 1' · Karl-Heinz Rummenigge 87' |           | 52' Josef Novák · 62' Vladislav Lauda | Asistencia: 16.000 espectadores · Árbitro(s): Svein-Inge Thime Noruega | Asistencia: 16.000 espectadores · Árbitro(s): Svein-Inge Thime Noruega |

| 17 de noviembre de 1985 | Malta                | 1:2 (0:1) | Suecia                                | Estadio Nacional Ta' Qali, Ta' Qali, Malta                       |                                                                  |
|                         | Leonard Farrugia 65' |           | 2' Robert Prytz · 76' Glenn Strömberg | Asistencia: 6.849 espectadores Árbitro(s): Yusuf Namoglu Turquía | Asistencia: 6.849 espectadores Árbitro(s): Yusuf Namoglu Turquía |

## Grupo 3
| Equipo            | Pts | PJ | PG | PE | PP | GF | GC | Dif |
| ----------------- | --- | -- | -- | -- | -- | -- | -- | --- |
| Inglaterra        | 12  | 8  | 4  | 4  | 0  | 21 | 2  | 19  |
| Irlanda del Norte | 10  | 8  | 4  | 2  | 2  | 8  | 5  | 3   |
| Rumania           | 9   | 8  | 3  | 3  | 2  | 12 | 7  | 5   |
| Finlandia         | 8   | 8  | 3  | 2  | 3  | 7  | 12 | -5  |
| Turquía           | 1   | 8  | 0  | 1  | 7  | 2  | 24 | -22 |

| Fecha                    | Lugar     |                   |                              | Resultado |                              |                   |
| ------------------------ | --------- | ----------------- | ---------------------------- | --------- | ---------------------------- | ----------------- |
| 27 de mayo de 1984       | Pori      | Finlandia         | Bandera de Finlandia         | 1:0       | Bandera de Irlanda del Norte | Irlanda del Norte |
| 12 de septiembre de 1984 | Belfast   | Irlanda del Norte | Bandera de Irlanda del Norte | 3:2       | Bandera de Rumania           | Rumania           |
| 17 de octubre de 1984    | Londres   | Inglaterra        | Bandera de Inglaterra        | 5:0       | Bandera de Finlandia         | Finlandia         |
| 31 de octubre de 1984    | Antalya   | Turquía           | Bandera de Turquía           | 1:2       | Bandera de Finlandia         | Finlandia         |
| 14 de noviembre de 1984  | Belfast   | Irlanda del Norte | Bandera de Irlanda del Norte | 2:1       | Bandera de Finlandia         | Finlandia         |
| 14 de noviembre de 1984  | Estambul  | Turquía           | Bandera de Turquía           | 0:8       | Bandera de Inglaterra        | Inglaterra        |
| 27 de febrero de 1985    | Belfast   | Irlanda del Norte | Bandera de Irlanda del Norte | 0:1       | Bandera de Inglaterra        | Inglaterra        |
| 3 de abril de 1985       | Craiova   | Rumania           | Bandera de Rumania           | 3:0       | Bandera de Turquía           | Turquía           |
| 1 de mayo de 1985        | Belfast   | Irlanda del Norte | Bandera de Irlanda del Norte | 2:0       | Bandera de Turquía           | Turquía           |
| 1 de mayo de 1985        | Bucarest  | Rumania           | Bandera de Rumania           | 0:0       | Bandera de Inglaterra        | Inglaterra        |
| 22 de mayo de 1985       | Helsinki  | Finlandia         | Bandera de Finlandia         | 1:1       | Bandera de Inglaterra        | Inglaterra        |
| 6 de junio de 1985       | Helsinki  | Finlandia         | Bandera de Finlandia         | 1:1       | Bandera de Rumania           | Rumania           |
| 28 de agosto de 1985     | Timișoara | Rumania           | Bandera de Rumania           | 2:0       | Bandera de Finlandia         | Finlandia         |
| 11 de septiembre de 1985 | Esmirna   | Turquía           | Bandera de Turquía           | 0:0       | Bandera de Irlanda del Norte | Irlanda del Norte |
| 11 de septiembre de 1985 | Londres   | Inglaterra        | Bandera de Inglaterra        | 1:1       | Bandera de Rumania           | Rumania           |
| 25 de septiembre de 1985 | Tampere   | Finlandia         | Bandera de Finlandia         | 1:0       | Bandera de Turquía           | Turquía           |
| 16 de octubre de 1985    | Londres   | Inglaterra        | Bandera de Inglaterra        | 5:0       | Bandera de Turquía           | Turquía           |
| 16 de octubre de 1985    | Bucarest  | Rumania           | Bandera de Rumania           | 0:1       | Bandera de Irlanda del Norte | Irlanda del Norte |
| 12 de noviembre de 1985  | Londres   | Inglaterra        | Bandera de Inglaterra        | 0:0       | Bandera de Irlanda del Norte | Irlanda del Norte |
| 13 de noviembre de 1985  | Esmirna   | Turquía           | Bandera de Turquía           | 1:3       | Bandera de Rumania           | Rumania           |

### Detalles de partidos
| 27 de mayo de 1984 | Finlandia      | 1:0 (0:0) | Irlanda del Norte | Estadio Porin, Pori, · Finlandia                                                  |                                                                                   |
|                    | Ari Valvee 55' |           |                   | Asistencia: 8.155 espectadores Árbitro(s): Karl-Heinz Tritschler Alemania Federal | Asistencia: 8.155 espectadores Árbitro(s): Karl-Heinz Tritschler Alemania Federal |

| 12 de septiembre de 1984 | Irlanda del Norte                                               | 3:2 (1:1) | Rumania                             | Windsor Park, Belfast, Irlanda del Norte                            |                                                                     |
|                          | Gino Iorgulescu 34' · Norman Whiteside 61' · Martin O'Neill 73' |           | 36' Gheorghe Hagi · 80' Ion Geolgău | Asistencia: 17.269 espectadores · Árbitro(s): Alexis Ponnet Bélgica | Asistencia: 17.269 espectadores · Árbitro(s): Alexis Ponnet Bélgica |

| 17 de octubre de 1985 | Inglaterra                                                                     | 5:0 (2:0) | Finlandia | Estadio de Wembley, Londres, Inglaterra                                   |                                                                           |
|                       | Mark Hateley 29' 50' · Tony Woodcock 41' · Bryan Robson 70' · Kenny Sansom 88' |           |           | Asistencia: 47.234 espectadores · Árbitro(s): Aleksander Suchanek Polonia | Asistencia: 47.234 espectadores · Árbitro(s): Aleksander Suchanek Polonia |

| 31 de octubre de 1984 | Turquía           | 1:2 (0:1) | Finlandia                         | Estadio Antalya Atatürk, Antalya, Turquía                                       |                                                                                 |
|                       | İlyas Tüfekçi 78' |           | 10' Ari Hjelm · 68' Mika Lipponen | Asistencia: 7.062 espectadores Árbitro(s): Velodi Miminoschwili Unión Soviética | Asistencia: 7.062 espectadores Árbitro(s): Velodi Miminoschwili Unión Soviética |

| 14 de noviembre de 1984 | Irlanda del Norte                      | 2:1 (1:1) | Finlandia         | Windsor Park, Belfast, Irlanda del Norte                             |                                                                      |
|                         | John O'Neill 44' · Gerry Armstrong 51' |           | 22' Mika Lipponen | Asistencia: 19.457 espectadores Árbitro(s): Santos Da Silva Portugal | Asistencia: 19.457 espectadores Árbitro(s): Santos Da Silva Portugal |

| 14 de noviembre de 1984 | Turquía | 0:8 (0:3) | Inglaterra                                                                                | Estadio BJK İnönü, Estambul, Turquía                                        |                                                                             |
|                         |         |           | 13' 59' 61' Bryan Robson · 17' 43' Tony Woodcock · 47' 53' John Barnes · 86' Viv Anderson | Asistencia: 26.494 espectadores Árbitro(s): Vojtech Christov Checoslovaquia | Asistencia: 26.494 espectadores Árbitro(s): Vojtech Christov Checoslovaquia |

| 27 de febrero de 1985 | Irlanda del Norte | 0:1 (0:0) | Inglaterra       | Windsor Park, Belfast, Irlanda del Norte                                 |                                                                          |
|                       |                   |           | 77' Mark Hateley | Asistencia: 28.500 espectadores Árbitro(s): Volker Roth Alemania Federal | Asistencia: 28.500 espectadores Árbitro(s): Volker Roth Alemania Federal |

| 3 de abril de 1985 | Rumania                                     | 3:0 (3:0) | Turquía | Estadio Ion Oblemenco, Craiova, · Rumania                            |                                                                      |
|                    | Gheorghe Hagi 21' · Rodion Cămătaru 28' 42' |           |         | Asistencia: 35.000 espectadores Árbitro(s): Ovadia Ben Itzhak Israel | Asistencia: 35.000 espectadores Árbitro(s): Ovadia Ben Itzhak Israel |

| 1 de mayo de 1985 | Irlanda del Norte       | 2:0 (1:0) | Turquía | Windsor Park, Belfast, Irlanda del Norte                         |                                                                  |
|                   | Norman Whiteside 4' 54' |           |         | Asistencia: 18.000 espectadores · Árbitro(s): Bruno Galler Suiza | Asistencia: 18.000 espectadores · Árbitro(s): Bruno Galler Suiza |

| 1 de mayo de 1985 | Rumania | 0:0 (0:0) | Inglaterra | Estadio Lia Manoliu, Bucarest, · Rumania                             |  |
|                   |         |           |            | Asistencia: 60.000 espectadores · Árbitro(s): Emilio Guruceta España |  |

| 22 de mayo de 1985 | Finlandia        | 1:1 (1:0) | Inglaterra       | Olímpico de Helsinki, Helsinki, · Finlandia                                         |                                                                                     |
|                    | Jari Rantanen 5' |           | 50' Mark Hateley | Asistencia: 30.311 espectadores Árbitro(s): Siegfried Kirschen Alemania Democrática | Asistencia: 30.311 espectadores Árbitro(s): Siegfried Kirschen Alemania Democrática |

| 6 de junio de 1985 | Finlandia         | 1:1 (1:1) | Rumania          | Olímpico de Helsinki, Helsinki, · Finlandia                                 |                                                                             |
|                    | Mika Lipponen 26' |           | 7' Gheorghe Hagi | Asistencia: 24.863 espectadores · Árbitro(s): Marcel van Langenhove Bélgica | Asistencia: 24.863 espectadores · Árbitro(s): Marcel van Langenhove Bélgica |

| 28 de agosto de 1985 | Rumania                             | 2:0 (1:0) | Finlandia | Estadio Dan Păltinișanu, Timișoara, · Rumania                         |                                                                       |
|                      | Gheorghe Hagi 7' · Dorin Mateuț 56' |           |           | Asistencia: 35.000 espectadores Árbitro(s): Zoran Petrovic Yugoslavia | Asistencia: 35.000 espectadores Árbitro(s): Zoran Petrovic Yugoslavia |

| 11 de septiembre de 1985 | Turquía | 0:0 (0:0) | Irlanda del Norte | Estadio İzmir Atatürk, Esmirna, Turquía                            |  |
|                          |         |           |                   | Asistencia: 39.157 espectadores Árbitro(s): Michel Vautrot Francia |  |

| 11 de septiembre de 1985 | Inglaterra       | 1:1 (1:0) | Rumania             | Estadio de Wembley, Londres, Inglaterra                                            |                                                                                    |
|                          | Glenn Hoddle 25' |           | 60' Rodion Cămătaru | Asistencia: 59.500 espectadores Árbitro(s): Karl-Heinz Tritschler Alemania Federal | Asistencia: 59.500 espectadores Árbitro(s): Karl-Heinz Tritschler Alemania Federal |

| 25 de septiembre de 1985 | Finlandia         | 1:0 (1:0) | Turquía | Estadio Ratina, Tampere, · Finlandia                             |                                                                  |
|                          | Jari Rantanen 38' |           |         | Asistencia: 5.616 espectadores · Árbitro(s): Rune Larsson Suecia | Asistencia: 5.616 espectadores · Árbitro(s): Rune Larsson Suecia |

| 16 de octubre de 1985 | Rumania | 0:1 (0:1) | Irlanda del Norte      | Estadio Lia Manoliu, Bucarest, · Rumania                                    |                                                                             |
| 15:00 UTC+2           |         |           | 29' James Martin Quinn | Asistencia: 35.000 espectadores Árbitro(s): Henning Lund-Sørensen Dinamarca | Asistencia: 35.000 espectadores Árbitro(s): Henning Lund-Sørensen Dinamarca |

| 16 de octubre de 1985 | Inglaterra                                                     | 5:0 (4:0) | Turquía | Estadio de Wembley, Londres, Inglaterra                                       |                                                                               |
| 19:45 UTC±00:00       | Chris Waddle 15' · Gary Lineker 18' 43' 54' · Bryan Robson 35' |           |         | Asistencia: 52.500 espectadores Árbitro(s): Anatoly Milchenko Unión Soviética | Asistencia: 52.500 espectadores Árbitro(s): Anatoly Milchenko Unión Soviética |

| 13 de noviembre de 1985 | Inglaterra | 0:0 (0:0) | Irlanda del Norte | Estadio de Wembley, Londres, Inglaterra                               |                                                                       |
| 19:00 UTC±00:00         |            |           |                   | Asistencia: 70.500 espectadores · Árbitro(s): Erik Fredriksson Suecia | Asistencia: 70.500 espectadores · Árbitro(s): Erik Fredriksson Suecia |

| 13 de noviembre de 1985 | Turquía         | 1:3 (0:2) | Rumania                                                   | Estadio İzmir Atatürk, Esmirna, Turquía                                  |                                                                          |
|                         | Metin Tekin 78' |           | 15' Gino Iorgulescu · 27' Marcel Coraș · 54' Ştefan Iovan | Asistencia: 19.477 espectadores Árbitro(s): Volker Roth Alemania Federal | Asistencia: 19.477 espectadores Árbitro(s): Volker Roth Alemania Federal |

## Grupo 4
| Equipo               | Pts | PJ | PG | PE | PP | GF | GC | Dif |
| -------------------- | --- | -- | -- | -- | -- | -- | -- | --- |
| Francia              | 11  | 8  | 5  | 1  | 2  | 15 | 4  | 11  |
| Bulgaria             | 11  | 8  | 5  | 1  | 2  | 13 | 5  | 8   |
| Alemania Democrática | 10  | 8  | 5  | 0  | 3  | 16 | 9  | 7   |
| Yugoslavia           | 8   | 8  | 3  | 2  | 3  | 7  | 8  | -1  |
| Luxemburgo           | 0   | 8  | 0  | 0  | 8  | 2  | 27 | -25 |

| Fecha                    | Lugar            |                      |                              | Resultado |                              |                      |
| ------------------------ | ---------------- | -------------------- | ---------------------------- | --------- | ---------------------------- | -------------------- |
| 29 de septiembre de 1984 | Belgrado         | Yugoslavia           | Bandera de Yugoslavia        | 0:0       | Bandera de Bulgaria          | Bulgaria             |
| 13 de octubre de 1984    | Luxemburgo       | Luxemburgo           | Bandera de Luxemburgo        | 0:4       | Bandera de Francia           | Francia              |
| 20 de octubre de 1984    | Leipzig          | Alemania Democrática | Bandera de Alemania Oriental | 2:3       | Bandera de Yugoslavia        | Yugoslavia           |
| 17 de noviembre de 1984  | Esch-sur-Alzette | Luxemburgo           | Bandera de Luxemburgo        | 0:5       | Bandera de Alemania Oriental | Alemania Democrática |
| 21 de noviembre de 1984  | París            | Francia              | Bandera de Francia           | 1:0       | Bandera de Bulgaria          | Bulgaria             |
| 5 de diciembre de 1984   | Sofía            | Bulgaria             | Bandera de Bulgaria          | 4:0       | Bandera de Luxemburgo        | Luxemburgo           |
| 8 de diciembre de 1984   | París            | Francia              | Bandera de Francia           | 2:0       | Bandera de Alemania Oriental | Alemania Democrática |
| 27 de marzo de 1985      | Zenica           | Yugoslavia           | Bandera de Yugoslavia        | 1:0       | Bandera de Luxemburgo        | Luxemburgo           |
| 3 de abril de 1985       | Sarajevo         | Yugoslavia           | Bandera de Yugoslavia        | 0:0       | Bandera de Francia           | Francia              |
| 6 de abril de 1985       | Sofía            | Bulgaria             | Bandera de Bulgaria          | 1:0       | Bandera de Alemania Oriental | Alemania Democrática |
| 1 de mayo de 1985        | Luxemburgo       | Luxemburgo           | Bandera de Luxemburgo        | 0:1       | Bandera de Yugoslavia        | Yugoslavia           |
| 2 de mayo de 1985        | Sofía            | Bulgaria             | Bandera de Bulgaria          | 2:0       | Bandera de Francia           | Francia              |
| 18 de mayo de 1985       | Potsdam          | Alemania Democrática | Bandera de Alemania Oriental | 3:1       | Bandera de Luxemburgo        | Luxemburgo           |
| 1 de junio de 1985       | Sofía            | Bulgaria             | Bandera de Bulgaria          | 2:1       | Bandera de Yugoslavia        | Yugoslavia           |
| 11 de septiembre de 1985 | Leipzig          | Alemania Democrática | Bandera de Alemania Oriental | 2:0       | Bandera de Francia           | Francia              |
| 25 de septiembre de 1985 | Luxemburgo       | Luxemburgo           | Bandera de Luxemburgo        | 1:3       | Bandera de Bulgaria          | Bulgaria             |
| 28 de septiembre de 1985 | Belgrado         | Yugoslavia           | Bandera de Yugoslavia        | 1:2       | Bandera de Alemania Oriental | Alemania Democrática |
| 30 de octubre de 1985    | París            | Francia              | Bandera de Francia           | 6:0       | Bandera de Luxemburgo        | Luxemburgo           |
| 6 de noviembre de 1985   | París            | Francia              | Bandera de Francia           | 2:0       | Bandera de Yugoslavia        | Yugoslavia           |
| 16 de noviembre de 1985  | Chemnitz         | Alemania Democrática | Bandera de Alemania Oriental | 2:1       | Bandera de Bulgaria          | Bulgaria             |

### Detalles de partidos
| 29 de septiembre de 1984 | Yugoslavia | 0:0 (0:0) | Bulgaria | Estadio Partizan, Belgrado, Yugoslavia                             |  |
|                          |            |           |          | Asistencia: 18.000 espectadores · Árbitro(s): Laszlo Padar Hungría |  |

| 13 de octubre de 1984 | Luxemburgo | 0:4 (0:4) | Francia                                                             | Estadio Josy Barthel, Luxemburgo, Luxemburgo                               |                                                                            |
|                       |            |           | 2' Patrick Battiston · 13' Michel Platini · 24' 33' Yannick Stopyra | Asistencia: 7.982 espectadores Árbitro(s): Henning Lund-Sørensen Dinamarca | Asistencia: 7.982 espectadores Árbitro(s): Henning Lund-Sørensen Dinamarca |

| 20 de octubre de 1984 | Alemania Democrática                     | 2:3 (1:1) | Yugoslavia                                                  | Zentralstadion, Leipzig, Alemania Democrática                         |                                                                       |
|                       | Michael Glowatzky 11' · Rainer Ernst 50' |           | 30' Mehmed Baždarević · 48' Fadil Vokrri · 80' Miloš Šestić | Asistencia: 55.045 espectadores · Árbitro(s): Horst Brummeier Austria | Asistencia: 55.045 espectadores · Árbitro(s): Horst Brummeier Austria |

| 17 de noviembre de 1984 | Luxemburgo | 0:5 (0:0) | Alemania Democrática                          | Stade de la Frontière, Esch-sur-Alzette, Luxemburgo                          |                                                                              |
|                         |            |           | 60' 76' 81' Rainer Ernst · 63' 78' Ralf Minge | Asistencia: 1.179 espectadores Árbitro(s): Thomas Donnelly Irlanda del Norte | Asistencia: 1.179 espectadores Árbitro(s): Thomas Donnelly Irlanda del Norte |

| 21 de noviembre de 1984 | Francia            | 1:0 (0:0) | Bulgaria | Parque de los Príncipes, París, Francia                                            |                                                                                    |
|                         | Michel Platini 62' |           |          | Asistencia: 42.084 espectadores Árbitro(s): Karl-Heinz Tritschler Alemania Federal | Asistencia: 42.084 espectadores Árbitro(s): Karl-Heinz Tritschler Alemania Federal |

| 5 de diciembre de 1984 | Bulgaria                                                                             | 4:0 (2:0) | Luxemburgo | Vasil Levski, Sofía, Bulgaria                                         |                                                                       |
|                        | Nasko Sirakov 8' · Boycho Velichkov 31' · Stoycho Mladenov 65' · Georgi Dimitrov 70' |           |            | Asistencia: 15.000 espectadores · Árbitro(s): Antonis Vassaras Grecia | Asistencia: 15.000 espectadores · Árbitro(s): Antonis Vassaras Grecia |

| 8 de diciembre de 1984 | Francia                                    | 2:0 (1:0) | Alemania Democrática | Parque de los Príncipes, París, Francia                            |                                                                    |
|                        | Yannick Stopyra 32' · Philippe Anziani 89' |           |                      | Asistencia: 46.024 espectadores · Árbitro(s): Paolo Casarin Italia | Asistencia: 46.024 espectadores · Árbitro(s): Paolo Casarin Italia |

| 27 de marzo de 1985 | Yugoslavia      | 1:0 (1:0) | Luxemburgo | Bilino Polje, Zenica, Yugoslavia                                                |                                                                                 |
|                     | Ivan Gudelj 27' |           |            | Asistencia: 30.000 espectadores Árbitro(s): Alexandr Mushkovets Unión Soviética | Asistencia: 30.000 espectadores Árbitro(s): Alexandr Mushkovets Unión Soviética |

| 3 de abril de 1985 | Yugoslavia | 0:0 (0:0) | Francia | Estadio Koševo, Sarajevo, Yugoslavia                                  |  |
|                    |            |           |         | Asistencia: 53.500 espectadores · Árbitro(s): Erik Fredriksson Suecia |  |

| 6 de abril de 1985 | Bulgaria             | 1:0 (0:0) | Alemania Democrática | Vasil Levski, Sofía, Bulgaria                                      |                                                                    |
|                    | Stoycho Mladenov 87' |           |                      | Asistencia: 40.000 espectadores · Árbitro(s): Franz Wöhrer Austria | Asistencia: 40.000 espectadores · Árbitro(s): Franz Wöhrer Austria |

| 1 de mayo de 1985 | Luxemburgo | 0:1 (0:0) | Yugoslavia       | Estadio Josy Barthel, Luxemburgo, Luxemburgo                           |                                                                        |
|                   |            |           | 89' Fadil Vokrri | Asistencia: 6.550 espectadores Árbitro(s): Gudmund Haraldsson Islandia | Asistencia: 6.550 espectadores Árbitro(s): Gudmund Haraldsson Islandia |

| 2 de mayo de 1985 | Bulgaria                                | 2:0 (1:0) | Francia | Vasil Levski, Sofía, Bulgaria                                      |                                                                    |
|                   | Georgi Dimitrov 11' · Nasko Sirakov 61' |           |         | Asistencia: 57.000 espectadores Árbitro(s): Brian McGinlay Escocia | Asistencia: 57.000 espectadores Árbitro(s): Brian McGinlay Escocia |

| 18 de mayo de 1985 | Alemania Democrática                  | 3:1 (3:0) | Luxemburgo        | Karl-Liebknecht-Stadion, Potsdam, Alemania Democrática          |                                                                 |
|                    | Ralf Minge 19' 38' · Rainer Ernst 45' |           | 76' Robby Langers | Asistencia: 9.000 espectadores Árbitro(s): Charles Scerri Malta | Asistencia: 9.000 espectadores Árbitro(s): Charles Scerri Malta |

| 1 de junio de 1985 | Bulgaria             | 2:1 (1:1) | Yugoslavia          | Vasil Levski, Sofía, Bulgaria                                               |                                                                             |
|                    | Plamen Getov 27' 58' |           | 29' Milko Djurovski | Asistencia: 60.000 espectadores Árbitro(s): Vojtech Christov Checoslovaquia | Asistencia: 60.000 espectadores Árbitro(s): Vojtech Christov Checoslovaquia |

| 11 de septiembre de 1985 | Alemania Democrática                | 2:0 (0:0) | Francia | Zentralstadion, Leipzig, Alemania Democrática                      |                                                                    |
|                          | Rainer Ernst 53' · Ronald Kreer 81' |           |         | Asistencia: 78.000 espectadores · Árbitro(s): Pietro D'Elia Italia | Asistencia: 78.000 espectadores · Árbitro(s): Pietro D'Elia Italia |

| 25 de septiembre de 1985 | Luxemburgo        | 1:3 (0:3) | Bulgaria                                                       | Estadio Josy Barthel, Luxemburgo, Luxemburgo                  |                                                               |
|                          | Robby Langers 65' |           | 2' Guy Hellers · 26' Kostadin Kostadinov · 33' Georgi Dimitrov | Asistencia: 1.050 espectadores Árbitro(s): David Syme Escocia | Asistencia: 1.050 espectadores Árbitro(s): David Syme Escocia |

| 28 de septiembre de 1985 | Yugoslavia      | 1:2 (0:0) | Alemania Democrática | Estadio Partizan, Belgrado, Yugoslavia                                          |                                                                                 |
|                          | Haris Škoro 83' |           | 47' 59' Andreas Thom | Asistencia: 35.000 espectadores Árbitro(s): Velodi Miminoshvili Unión Soviética | Asistencia: 35.000 espectadores Árbitro(s): Velodi Miminoshvili Unión Soviética |

| 30 de octubre de 1985 | Francia                                                                                         | 6:0 (4:0) | Luxemburgo | Parque de los Príncipes, París, Francia                                  |                                                                          |
|                       | Dominique Rocheteau 4' 29' 48' · José Touré 24' · Alain Giresse 36' · Luis Miguel Fernández 47' |           |            | Asistencia: 28.597 espectadores · Árbitro(s): Michał Listkiewicz Polonia | Asistencia: 28.597 espectadores · Árbitro(s): Michał Listkiewicz Polonia |

| 16 de noviembre de 1985 | Francia               | 2:0 (1:0) | Yugoslavia | Parque de los Príncipes, París, Francia                             |                                                                     |
|                         | Michel Platini 2' 71' |           |            | Asistencia: 45.670 espectadores · Árbitro(s): Alexis Ponnet Bélgica | Asistencia: 45.670 espectadores · Árbitro(s): Alexis Ponnet Bélgica |

| 16 de noviembre de 1985 | Alemania Democrática                   | 2:1 (2:1) | Bulgaria        | Sportforum Chemnitz, Karl-Marx-Stadt, Alemania Democrática            |                                                                       |
|                         | Uwe Zötzsche 4' · Matthias Liebers 40' |           | 39' Rusi Gochev | Asistencia: 32.000 espectadores · Árbitro(s): Jan Keizer Países Bajos | Asistencia: 32.000 espectadores · Árbitro(s): Jan Keizer Países Bajos |

## Grupo 5
| Equipo       | Pts | PJ | PG | PE | PP | GF | GC | Dif |
| ------------ | --- | -- | -- | -- | -- | -- | -- | --- |
| Hungría      | 10  | 6  | 5  | 0  | 1  | 12 | 4  | 8   |
| Países Bajos | 7   | 6  | 3  | 1  | 2  | 11 | 5  | 6   |
| Austria      | 7   | 6  | 3  | 1  | 2  | 9  | 8  | 1   |
| Chipre       | 0   | 6  | 0  | 0  | 6  | 3  | 18 | -15 |

| Fecha                    | Lugar     |              |                             | Resultado |                             |              |
| ------------------------ | --------- | ------------ | --------------------------- | --------- | --------------------------- | ------------ |
| 2 de mayo de 1984        | Nicosia   | Chipre       | Bandera de Chipre           | 1:2       | Bandera de Austria          | Austria      |
| 26 de septiembre de 1984 | Budapest  | Hungría      | Bandera de Hungría          | 3:1       | Bandera de Austria          | Austria      |
| 17 de octubre de 1984    | Róterdam  | Países Bajos | Bandera de los Países Bajos | 1:2       | Bandera de Hungría          | Hungría      |
| 14 de noviembre de 1984  | Viena     | Austria      | Bandera de Austria          | 1:0       | Bandera de los Países Bajos | Países Bajos |
| 17 de noviembre de 1984  | Limasol   | Chipre       | Bandera de Chipre           | 1:2       | Bandera de Hungría          | Hungría      |
| 23 de diciembre de 1984  | Nicosia   | Chipre       | Bandera de Chipre           | 0:1       | Bandera de los Países Bajos | Países Bajos |
| 27 de febrero de 1985    | Ámsterdam | Países Bajos | Bandera de los Países Bajos | 7:1       | Bandera de Chipre           | Chipre       |
| 3 de abril de 1985       | Budapest  | Hungría      | Bandera de Hungría          | 2:0       | Bandera de Chipre           | Chipre       |
| 17 de abril de 1985      | Viena     | Austria      | Bandera de Austria          | 0:3       | Bandera de Hungría          | Hungría      |
| 1 de mayo de 1985        | Róterdam  | Países Bajos | Bandera de los Países Bajos | 1:1       | Bandera de Austria          | Austria      |
| 7 de mayo de 1985        | Graz      | Austria      | Bandera de Austria          | 4:0       | Bandera de Chipre           | Chipre       |
| 14 de mayo de 1985       | Budapest  | Hungría      | Bandera de Hungría          | 0:1       | Bandera de los Países Bajos | Países Bajos |

### Detalles de partidos
| 2 de mayo de 1984 | Chipre                      | 1:2 (0:1) | Austria                                    | Estadio Makario, Nicosia, Chipre                                     |                                                                      |
|                   | Paschalis Christophorou 72' |           | 37' Martin Gisinger · 75' Herbert Prohaska | Asistencia: 3.455 espectadores Árbitro(s): Menachem Ashkenazi Israel | Asistencia: 3.455 espectadores Árbitro(s): Menachem Ashkenazi Israel |

| 26 de septiembre de 1984 | Hungría                                                   | 3:1 (0:1) | Austria              | Estadio Ferenc Puskás, Budapest, · Hungría                         |                                                                    |
|                          | Antal Nagy 50' · Márton Esterházy 61' · József Kardos 77' |           | 23' Walter Schachner | Asistencia: 22.000 espectadores Árbitro(s): Michel Vautrot Francia | Asistencia: 22.000 espectadores Árbitro(s): Michel Vautrot Francia |

| 17 de octubre de 1984 | Países Bajos  | 1:2 (1:1) | Hungría                                 | De Kuip, Róterdam, · Países Bajos                               |                                                                 |
|                       | Wim Kieft 19' |           | 24' Lajos Détári · 55' Márton Esterházy | Asistencia: 52.148 espectadores · Árbitro(s): André Daina Suiza | Asistencia: 52.148 espectadores · Árbitro(s): André Daina Suiza |

| 14 de noviembre de 1984 | Austria          | 1:0 (1:0) | Países Bajos | Estadio Gerhard Hanappi, Viena, · Austria                                     |                                                                               |
|                         | Michel Valke 15' |           |              | Asistencia: 15.000 espectadores Árbitro(s): Anatoly Milchenko Unión Soviética | Asistencia: 15.000 espectadores Árbitro(s): Anatoly Milchenko Unión Soviética |

| 17 de noviembre de 1984 | Chipre          | 1:2 (1:0) | Hungría                            | Estadio Tsirio, Limasol, Chipre                                   |                                                                   |
|                         | Kostas Foti 25' |           | 49' Antal Róth · 86' Tibor Nyilasi | Asistencia: 4.650 espectadores Árbitro(s): Brian McGinlay Escocia | Asistencia: 4.650 espectadores Árbitro(s): Brian McGinlay Escocia |

| 23 de diciembre de 1984 | Chipre | 0:1 (0:0) | Países Bajos      | Estadio Makario, Nicosia, Chipre                                   |                                                                    |
|                         |        |           | 84' Peter Houtman | Asistencia: 2.371 espectadores Árbitro(s): Bogdan Dotchev Bulgaria | Asistencia: 2.371 espectadores Árbitro(s): Bogdan Dotchev Bulgaria |

| 27 de febrero de 1985 | Países Bajos                                                                                                 | 7:1 (3:1) | Chipre                 | Estadio De Meer, Ámsterdam, · Países Bajos                               |                                                                          |
|                       | Erwin Koeman 12' · Wim Kieft 28' 58' · Dick Schoenaker 30' 79' · Nikos Pantziaras 64' · Marco van Basten 65' |           | 8' Panayiotis Marangos | Asistencia: 19.035 espectadores Árbitro(s): Dusan Krchnak Checoslovaquia | Asistencia: 19.035 espectadores Árbitro(s): Dusan Krchnak Checoslovaquia |

| 3 de abril de 1985 | Hungría                                 | 2:0 (0:0) | Chipre | Estadio Ferenc Puskás, Budapest, · Hungría                        |                                                                   |
|                    | Tibor Nyilasi 48' · László Szokolai 83' |           |        | Asistencia: 40.000 espectadores · Árbitro(s): Einar Halle Noruega | Asistencia: 40.000 espectadores · Árbitro(s): Einar Halle Noruega |

| 17 de abril de 1985 | Austria | 0:3 (0:2) | Hungría                                   | Estadio Ernst Happel, Viena, · Austria                            |                                                                   |
|                     |         |           | 21' 33' József Kiprich · 48' Lajos Détári | Asistencia: 21.000 espectadores · Árbitro(s): Jakob Baumann Suiza | Asistencia: 21.000 espectadores · Árbitro(s): Jakob Baumann Suiza |

| 1 de mayo de 1985 | Países Bajos  | 1:1 (0:0) | Austria              | De Kuip, Róterdam, · Países Bajos                                  |                                                                    |
|                   | Wim Kieft 55' |           | 60' Walter Schachner | Asistencia: 57.000 espectadores · Árbitro(s): Luigi Agnolin Italia | Asistencia: 57.000 espectadores · Árbitro(s): Luigi Agnolin Italia |

| 7 de mayo de 1985 | Austria                                                                           | 4:0 (2:0) | Chipre | Stadion Liebenau, Graz, · Austria                                         |                                                                           |
|                   | Peter Hrstic 2' · Anton Polster 35' · Walter Schachner 53' · Gerald Willfurth 71' |           |        | Asistencia: 16.000 espectadores Árbitro(s): Alan Snoddy Irlanda del Norte | Asistencia: 16.000 espectadores Árbitro(s): Alan Snoddy Irlanda del Norte |

| 14 de mayo de 1985 | Hungría | 0:1 (0:0) | Países Bajos   | Estadio Ferenc Puskás, Budapest, · Hungría                                          |                                                                                     |
|                    |         |           | 69' Rob de Wit | Asistencia: 80.000 espectadores Árbitro(s): Karl-Josef Assenmacher Alemania Federal | Asistencia: 80.000 espectadores Árbitro(s): Karl-Josef Assenmacher Alemania Federal |

## Grupo 6
| Equipo          | Pts | PJ | PG | PE | PP | GF | GC | Dif |
| --------------- | --- | -- | -- | -- | -- | -- | -- | --- |
| Dinamarca       | 11  | 8  | 5  | 1  | 2  | 17 | 6  | 11  |
| Unión Soviética | 10  | 8  | 4  | 2  | 2  | 13 | 8  | 5   |
| Suiza           | 8   | 8  | 2  | 4  | 2  | 5  | 10 | -5  |
| Irlanda         | 6   | 8  | 2  | 2  | 4  | 5  | 10 | -5  |
| Noruega         | 5   | 8  | 1  | 3  | 4  | 4  | 10 | -6  |

| Fecha                    | Lugar      |                 |                               | Resultado |                               |                 |
| ------------------------ | ---------- | --------------- | ----------------------------- | --------- | ----------------------------- | --------------- |
| 12 de septiembre de 1984 | Dublín     | Irlanda         | Bandera de Irlanda            | 1:0       | Bandera de la Unión Soviética | Unión Soviética |
| 12 de septiembre de 1984 | Oslo       | Noruega         | Bandera de Noruega            | 0:1       | Bandera de Suiza              | Suiza           |
| 26 de septiembre de 1984 | Copenhague | Dinamarca       | Bandera de Dinamarca          | 1:0       | Bandera de Noruega            | Noruega         |
| 10 de octubre de 1984    | Oslo       | Noruega         | Bandera de Noruega            | 1:1       | Bandera de la Unión Soviética | Unión Soviética |
| 17 de octubre de 1984    | Berna      | Suiza           | Bandera de Suiza              | 1:0       | Bandera de Dinamarca          | Dinamarca       |
| 17 de octubre de 1984    | Oslo       | Noruega         | Bandera de Noruega            | 1:0       | Bandera de Irlanda            | Irlanda         |
| 14 de noviembre de 1984  | Copenhague | Dinamarca       | Bandera de Dinamarca          | 3:0       | Bandera de Irlanda            | Irlanda         |
| 17 de abril de 1985      | Berna      | Suiza           | Bandera de Suiza              | 2:2       | Bandera de la Unión Soviética | Unión Soviética |
| 1 de mayo de 1985        | Dublín     | Irlanda         | Bandera de Irlanda            | 0:0       | Bandera de Noruega            | Noruega         |
| 2 de mayo de 1985        | Moscú      | Unión Soviética | Bandera de la Unión Soviética | 4:0       | Bandera de Suiza              | Suiza           |
| 2 de junio de 1985       | Dublín     | Irlanda         | Bandera de Irlanda            | 3:0       | Bandera de Suiza              | Suiza           |
| 5 de junio de 1985       | Copenhague | Dinamarca       | Bandera de Dinamarca          | 4:2       | Bandera de la Unión Soviética | Unión Soviética |
| 11 de septiembre de 1985 | Berna      | Suiza           | Bandera de Suiza              | 0:0       | Bandera de Irlanda            | Irlanda         |
| 25 de septiembre de 1985 | Moscú      | Unión Soviética | Bandera de la Unión Soviética | 1:0       | Bandera de Dinamarca          | Dinamarca       |
| 9 de octubre de 1985     | Copenhague | Dinamarca       | Bandera de Dinamarca          | 0:0       | Bandera de Suiza              | Suiza           |
| 16 de octubre de 1985    | Oslo       | Noruega         | Bandera de Noruega            | 1:5       | Bandera de Dinamarca          | Dinamarca       |
| 16 de octubre de 1985    | Moscú      | Unión Soviética | Bandera de la Unión Soviética | 2:0       | Bandera de Irlanda            | Irlanda         |
| 30 de octubre de 1985    | Moscú      | Unión Soviética | Bandera de la Unión Soviética | 1:0       | Bandera de Noruega            | Noruega         |
| 13 de noviembre de 1985  | Lucerna    | Suiza           | Bandera de Suiza              | 1:1       | Bandera de Noruega            | Noruega         |
| 13 de noviembre de 1985  | Dublín     | Irlanda         | Bandera de Irlanda            | 1:4       | Bandera de Dinamarca          | Dinamarca       |

### Detalles de partidos
| 12 de septiembre de 1984 | Irlanda          | 1:0 (0:0) | Unión Soviética | Lansdowne Road, Dublín, Irlanda                                       |                                                                       |
|                          | Mickey Walsh 64' |           |                 | Asistencia: 28.000 espectadores · Árbitro(s): Jan Keizer Países Bajos | Asistencia: 28.000 espectadores · Árbitro(s): Jan Keizer Países Bajos |

| 12 de septiembre de 1984 | Noruega | 0:1 (0:1) | Suiza         | Ullevaal Stadion, Oslo, · Noruega                                    |                                                                      |
|                          |         |           | 3' André Egli | Asistencia: 14.413 espectadores Árbitro(s): Egon Sostarić Yugoslavia | Asistencia: 14.413 espectadores Árbitro(s): Egon Sostarić Yugoslavia |

| 26 de septiembre de 1984 | Dinamarca                | 1:0 (0:0) | Noruega | Parken Stadion, Copenhague, Dinamarca                            |                                                                  |
|                          | Preben Elkjær Larsen 56' |           |         | Asistencia: 45.400 espectadores Árbitro(s): Ronald Bridges Gales | Asistencia: 45.400 espectadores Árbitro(s): Ronald Bridges Gales |

| 10 de octubre de 1984 | Noruega              | 1:1 (0:0) | Unión Soviética          | Ullevaal Stadion, Oslo, · Noruega                                        |                                                                          |
|                       | Hallvar Thoresen 54' |           | 74' Guennadi Litóvchenko | Asistencia: 13.789 espectadores Árbitro(s): Volker Roth Alemania Federal | Asistencia: 13.789 espectadores Árbitro(s): Volker Roth Alemania Federal |

| 17 de octubre de 1984 | Suiza                | 1:0 (1:0) | Dinamarca | Wankdorfstadion, Berna, · Suiza                                     |                                                                     |
|                       | Umberto Barberis 42' |           |           | Asistencia: 38.400 espectadores Árbitro(s): Neil Midgley Inglaterra | Asistencia: 38.400 espectadores Árbitro(s): Neil Midgley Inglaterra |

| 17 de octubre de 1984 | Noruega          | 1:0 (1:0) | Irlanda | Ullevaal Stadion, Oslo, · Noruega                                                |                                                                                  |
|                       | Pål Jacobsen 42' |           |         | Asistencia: 15.139 espectadores Árbitro(s): Klaus Scheurell Alemania Democrática | Asistencia: 15.139 espectadores Árbitro(s): Klaus Scheurell Alemania Democrática |

| 14 de noviembre de 1984 | Dinamarca                                      | 3:0 (1:0) | Irlanda | Parken Stadion, Copenhague, Dinamarca                            |                                                                  |
|                         | Preben Elkjær Larsen 24' 46' · Søren Lerby 55' |           |         | Asistencia: 45.300 espectadores Árbitro(s): Robert Wurtz Francia | Asistencia: 45.300 espectadores Árbitro(s): Robert Wurtz Francia |

| 17 de abril de 1985 | Suiza                                  | 2:2 (1:1) | Unión Soviética                            | Wankdorfstadion, Berna, · Suiza                                   |                                                                   |
|                     | Jean-Paul Brigger 43' · André Egli 90' |           | 36' Yuri Gavrílov · 80' Anatoli Demianenko | Asistencia: 51.000 espectadores Árbitro(s): Bob Valentine Escocia | Asistencia: 51.000 espectadores Árbitro(s): Bob Valentine Escocia |

| 1 de mayo de 1985 | Irlanda | 0:0 (0:0) | Noruega | Lansdowne Road, Dublín, Irlanda                                    |  |
|                   |         |           |         | Asistencia: 18.500 espectadores · Árbitro(s): Lajos Nemeth Hungría |  |

| 2 de mayo de 1985 | Unión Soviética                                   | 4:0 (4:0) | Suiza | Estadio Luzhnikí, Moscú, Unión Soviética                              |                                                                       |
|                   | Oleg Protásov 18' 39' · Georgi Kondratiev 44' 45' |           |       | Asistencia: 85.000 espectadores · Árbitro(s): Roger Schoeters Bélgica | Asistencia: 85.000 espectadores · Árbitro(s): Roger Schoeters Bélgica |

| 2 de junio de 1985 | Irlanda                                                   | 3:0 (2:0) | Suiza | Lansdowne Road, Dublín, Irlanda                                    |                                                                    |
|                    | Frank Stapleton 7' · Tony Grealish 33' · Kevin Sheedy 57' |           |       | Asistencia: 17.300 espectadores · Árbitro(s): Paolo Bergamo Italia | Asistencia: 17.300 espectadores · Árbitro(s): Paolo Bergamo Italia |

| 5 de junio de 1985 | Dinamarca                                              | 4:2 (2:1) | Unión Soviética                           | Parken Stadion, Copenhague, Dinamarca                                 |                                                                       |
|                    | Preben Elkjær Larsen 16' 20' · Michael Laudrup 61' 64' |           | 25' Oleg Protásov · 68' Serguéi Gotsmanov | Asistencia: 45.700 espectadores · Árbitro(s): Horst Brummeier Austria | Asistencia: 45.700 espectadores · Árbitro(s): Horst Brummeier Austria |

| 11 de septiembre de 1985 | Suiza | 0:0 (0:0) | Irlanda | Wankdorfstadion, Berna, · Suiza                                     |  |
|                          |       |           |         | Asistencia: 24.000 espectadores · Árbitro(s): Emilio Soriano España |  |

| 25 de septiembre de 1985 | Unión Soviética   | 1:0 (0:0) | Dinamarca | Estadio Luzhnikí, Moscú, Unión Soviética                               |                                                                        |
|                          | Oleg Protásov 50' |           |           | Asistencia: 100.000 espectadores · Árbitro(s): Antonis Vassaras Grecia | Asistencia: 100.000 espectadores · Árbitro(s): Antonis Vassaras Grecia |

| 9 de octubre de 1985 | Dinamarca | 0:0 (0:0) | Suiza | Parken Stadion, Copenhague, Dinamarca                            |  |
|                      |           |           |       | Asistencia: 45.600 espectadores Árbitro(s): Joel Quiniou Francia |  |

| 16 de octubre de 1985 | Noruega        | 1:5 (1:0) | Dinamarca                                                                                  | Ullevaal Stadion, Oslo, · Noruega                               |                                                                 |
|                       | Tom Sundby 44' |           | 56' Michael Laudrup · 63' Søren Lerby · 65' Preben Elkjær Larsen · 75' 78' Klaus Berggreen | Asistencia: 18.326 espectadores · Árbitro(s): Ioan Igna Rumania | Asistencia: 18.326 espectadores · Árbitro(s): Ioan Igna Rumania |

| 16 de octubre de 1985 | Unión Soviética                          | 2:0 (0:0) | Irlanda | Estadio Luzhnikí, Moscú, Unión Soviética                            |                                                                     |
|                       | Fiódor Cherenkov 61' · Oleg Protásov 90' |           |         | Asistencia: 100.000 espectadores · Árbitro(s): Paolo Casarin Italia | Asistencia: 100.000 espectadores · Árbitro(s): Paolo Casarin Italia |

| 30 de octubre de 1985 | Unión Soviética       | 1:0 (0:0) | Noruega | Estadio Luzhnikí, Moscú, Unión Soviética                           |                                                                    |
|                       | Georgi Kondratiev 58' |           |         | Asistencia: 45.000 espectadores Árbitro(s): Brian McGinlay Escocia | Asistencia: 45.000 espectadores Árbitro(s): Brian McGinlay Escocia |

| 13 de noviembre de 1985 | Suiza                 | 1:1 (0:1) | Noruega        | Stadion Allmend, Lucerna, · Suiza                                   |                                                                     |
|                         | Christian Matthey 54' |           | 40' Tom Sundby | Asistencia: 4.500 espectadores Árbitro(s): Ovadia Ben-Itzhak Israel | Asistencia: 4.500 espectadores Árbitro(s): Ovadia Ben-Itzhak Israel |

| 13 de noviembre de 1985 | Irlanda            | 1:4 (1:2) | Dinamarca                                                            | Lansdowne Road, Dublín, Irlanda                                    |                                                                    |
|                         | Frank Stapleton 6' |           | 7' 76' Preben Elkjær Larsen · 44' Michael Laudrup · 57' John Sivebæk | Asistencia: 12.000 espectadores · Árbitro(s): Franz Wöhrer Austria | Asistencia: 12.000 espectadores · Árbitro(s): Franz Wöhrer Austria |

## Grupo 7
| Equipo   | Pts | PJ | PG | PE | PP | GF | GC | Dif |
| -------- | --- | -- | -- | -- | -- | -- | -- | --- |
| España   | 8   | 6  | 4  | 0  | 2  | 9  | 8  | 1   |
| Escocia  | 7   | 6  | 3  | 1  | 2  | 8  | 4  | 4   |
| Gales    | 7   | 6  | 3  | 1  | 2  | 7  | 6  | 1   |
| Islandia | 2   | 6  | 1  | 0  | 5  | 4  | 10 | -6  |

| Fecha                    | Lugar     |          |                     | Resultado |                     |          |
| ------------------------ | --------- | -------- | ------------------- | --------- | ------------------- | -------- |
| 2 de septiembre de 1984  | Reikiavik | Islandia | Bandera de Islandia | 1:0       | Bandera de Gales    | Gales    |
| 17 de octubre de 1984    | Sevilla   | España   | Bandera de España   | 3:0       | Bandera de Gales    | Gales    |
| 17 de octubre de 1984    | Glasgow   | Escocia  | Bandera de Escocia  | 3:0       | Bandera de Islandia | Islandia |
| 14 de noviembre de 1984  | Glasgow   | Escocia  | Bandera de Escocia  | 3:1       | Bandera de España   | España   |
| 14 de noviembre de 1984  | Cardiff   | Gales    | Bandera de Gales    | 2:1       | Bandera de Islandia | Islandia |
| 27 de febrero de 1985    | Sevilla   | España   | Bandera de España   | 1:0       | Bandera de Escocia  | Escocia  |
| 27 de marzo de 1985      | Glasgow   | Escocia  | Bandera de Escocia  | 0:1       | Bandera de Gales    | Gales    |
| 30 de abril de 1985      | Wrexham   | Gales    | Bandera de Gales    | 3:0       | Bandera de España   | España   |
| 28 de mayo de 1985       | Reikiavik | Islandia | Bandera de Islandia | 0:1       | Bandera de Escocia  | Escocia  |
| 12 de junio de 1985      | Reikiavik | Islandia | Bandera de Islandia | 1:2       | Bandera de España   | España   |
| 10 de septiembre de 1985 | Cardiff   | Gales    | Bandera de Gales    | 1:1       | Bandera de Escocia  | Escocia  |
| 25 de septiembre de 1985 | Sevilla   | España   | Bandera de España   | 2:1       | Bandera de Islandia | Islandia |

### Detalles de partidos
| 12 de septiembre de 1984 | Islandia         | 1:0 (0:0) | Gales | Laugardalsvöllur, Reikiavik, Islandia                               |                                                                     |
|                          | Magnús Bergs 50' |           |       | Asistencia: 10.837 espectadores Árbitro(s): Steen Jenssen Dinamarca | Asistencia: 10.837 espectadores Árbitro(s): Steen Jenssen Dinamarca |

| 17 de octubre de 1984 | España                                                     | 3:0 (1:0) | Gales | Estadio Benito Villamarín, Sevilla, · España                          |                                                                       |
|                       | Poli Rincón 7' · Lobo Carrasco 83' · Emilio Butragueño 89' |           |       | Asistencia: 42.500 espectadores · Árbitro(s): Erik Fredriksson Suecia | Asistencia: 42.500 espectadores · Árbitro(s): Erik Fredriksson Suecia |

| 17 de octubre de 1984 | Escocia                                    | 3:0 (2:0) | Islandia | Hampden Park, Glasgow, Escocia                                           |                                                                          |
|                       | Paul McStay 26' 40' · Charlie Nicholas 74' |           |          | Asistencia: 52.829 espectadores · Árbitro(s): Egbert Mulder Países Bajos | Asistencia: 52.829 espectadores · Árbitro(s): Egbert Mulder Países Bajos |

| 14 de noviembre de 1984 | Escocia                                  | 3:1 (2:0) | España                | Hampden Park, Glasgow, Escocia                                                |                                                                               |
|                         | Mo Johnston 33' 42' · Kenny Dalglish 71' |           | 65' Andoni Goikoetxea | Asistencia: 74.299 espectadores Árbitro(s): Adolf Prokop Alemania Democrática | Asistencia: 74.299 espectadores Árbitro(s): Adolf Prokop Alemania Democrática |

| 14 de noviembre de 1984 | Gales                               | 2:1 (1:0) | Islandia            | Ninian Park, Cardiff, Gales                                        |                                                                    |
|                         | Mickey Thomas 36' · Mark Hughes 62' |           | 56' Pétur Pétursson | Asistencia: 10.504 espectadores Árbitro(s): Edward Farrell Irlanda | Asistencia: 10.504 espectadores Árbitro(s): Edward Farrell Irlanda |

| 27 de febrero de 1985 | España        | 1:0 (0:0) | Escocia | Estadio Ramón Sánchez-Pizjuán, Sevilla, · España                   |                                                                    |
|                       | Paco Clos 48' |           |         | Asistencia: 70.410 espectadores Árbitro(s): Michel Vautrot Francia | Asistencia: 70.410 espectadores Árbitro(s): Michel Vautrot Francia |

| 27 de marzo de 1985 | Escocia | 0:1 (0:1) | Gales        | Hampden Park, Glasgow, Escocia                                      |                                                                     |
|                     |         |           | 37' Ian Rush | Asistencia: 62.444 espectadores · Árbitro(s): Alexis Ponnet Bélgica | Asistencia: 62.444 espectadores · Árbitro(s): Alexis Ponnet Bélgica |

| 30 de abril de 1985 | Gales                              | 3:0 (1:0) | España | Racecourse Ground, Wrexham, Gales                                     |                                                                       |
|                     | Ian Rush 44' 86' · Mark Hughes 53' |           |        | Asistencia: 23.494 espectadores · Árbitro(s): Jan Keizer Países Bajos | Asistencia: 23.494 espectadores · Árbitro(s): Jan Keizer Países Bajos |

| 28 de mayo de 1985 | Islandia | 0:1 (0:0) | Escocia      | Laugardalsvöllur, Reikiavik, Islandia                                         |                                                                               |
|                    |          |           | 86' Jim Bett | Asistencia: 15.052 espectadores Árbitro(s): Anatoly Milchenko Unión Soviética | Asistencia: 15.052 espectadores Árbitro(s): Anatoly Milchenko Unión Soviética |

| 12 de junio de 1985 | Islandia              | 1:2 (1:0) | España                                    | Laugardalsvöllur, Reikiavik, Islandia                           |                                                                 |
|                     | Teitur Thordarson 33' |           | 50' Manu Sarabia · 67' Marcos Alonso Peña | Asistencia: 10.410 espectadores · Árbitro(s): Andre Daina Suiza | Asistencia: 10.410 espectadores · Árbitro(s): Andre Daina Suiza |

| 10 de septiembre de 1985 | Gales           | 1:1 (1:0) | Escocia          | Ninian Park, Cardiff, Gales                                           |                                                                       |
|                          | Mark Hughes 13' |           | 80' Davie Cooper | Asistencia: 39.500 espectadores · Árbitro(s): Jan Keizer Países Bajos | Asistencia: 39.500 espectadores · Árbitro(s): Jan Keizer Países Bajos |

| 25 de septiembre de 1985 | España                                | 2:1 (1:1) | Islandia                   | Estadio Benito Villamarín, Sevilla, · España                                        |                                                                                     |
|                          | Poli Rincón 44' · Rafael Gordillo 51' |           | 35' Guðmundur Þorbjörnsson | Asistencia: 45.210 espectadores Árbitro(s): Siegfried Kirschen Alemania Democrática | Asistencia: 45.210 espectadores Árbitro(s): Siegfried Kirschen Alemania Democrática |

## Repesca
| Fecha                   | Lugar    |              |                             | Resultado |                             |              |
| ----------------------- | -------- | ------------ | --------------------------- | --------- | --------------------------- | ------------ |
| 16 de octubre de 1985   | Bruselas | Bélgica      | Bandera de Bélgica          | 1:0       | Bandera de los Países Bajos | Países Bajos |
| 20 de noviembre de 1985 | Róterdam | Países Bajos | Bandera de los Países Bajos | 2:1       | Bandera de Bélgica          | Bélgica      |

Bélgica se clasificó para el Mundial por la regla del gol de visitante con un marcador global de 2:2.

### Detalles de partidos
| 16 de octubre de 1985 | Bélgica                | 1:0 (1:0) | Países Bajos | Estadio Constant Vanden Stock, Bruselas, · Bélgica                 |                                                                    |
|                       | Franky Vercauteren 20' |           |              | Asistencia: 30.764 espectadores · Árbitro(s): Pietro D'Elia Italia | Asistencia: 30.764 espectadores · Árbitro(s): Pietro D'Elia Italia |

| 20 de noviembre de 1985 | Países Bajos                       | 2:1 (0:0) (Global 2:2) | Bélgica          | De Kuip, Róterdam, · Países Bajos                                      |                                                                        |
|                         | Peter Houtman 60' · Rob de Wit 72' |                        | 85' Georges Grün | Asistencia: 54.000 espectadores Árbitro(s): George Courtney Inglaterra | Asistencia: 54.000 espectadores Árbitro(s): George Courtney Inglaterra |

## Repesca intercontinental
| Fecha                   | Lugar     |           |                      | Resultado |                      |           |
| ----------------------- | --------- | --------- | -------------------- | --------- | -------------------- | --------- |
| 20 de noviembre de 1985 | Glasgow   | Escocia   | Bandera de Escocia   | 2:0       | Bandera de Australia | Australia |
| 4 de diciembre de 1985  | Melbourne | Australia | Bandera de Australia | 0:0       | Bandera de Escocia   | Escocia   |

Escocia se clasificó para el Mundial al ganar con un marcador global de 2:0.

### Detalles de partidos
| 20 de noviembre de 1985 | Escocia                                | 2:0 (0:0) | Australia | Hampden Park, Glasgow, Escocia                                              |                                                                             |
|                         | Davie Cooper 53' · Frank McAvennie 59' |           |           | Asistencia: 61.940 espectadores Árbitro(s): Vojtech Christov Checoslovaquia | Asistencia: 61.940 espectadores Árbitro(s): Vojtech Christov Checoslovaquia |

| 4 de diciembre de 1985 | Australia | 0:0 (0:0) (Global 0:2) | Escocia | Estadio Parque Olímpico, Melbourne, Australia                            |  |
|                        |           |                        |         | Asistencia: 32.000 espectadores · Árbitro(s): José Roberto Wright Brasil |  |

## Clasificados
| Italia | Polonia | Bélgica | Alemania Federal | Portugal | Inglaterra | Irlanda del Norte |
| Italia | Polonia | Bélgica | Alemania Federal | Portugal | Inglaterra | Irlanda del Norte |
| ------ | ------- | ------- | ---------------- | -------- | ---------- | ----------------- |

| Francia | Bandera de Bulgaria | Hungría | Dinamarca | Unión Soviética | España | Escocia |
| Francia | Bulgaria            | Hungría | Dinamarca | Unión Soviética | España | Escocia |
| ------- | ------------------- | ------- | --------- | --------------- | ------ | ------- |